# زان جنوبي
نوثوفاجوس أو أشجار الزان الجنوبية، هي جنس من أصل 36 نوع من الأشجار والشجيرات المتوطنة في المناطق المحيطية المعتدلة والمدارية في نصف الكرة الجنوبي تحديداً في جنوب أمريكا الجنوبية (تشيلي والأرجنتين) وأستراليا (شرق وجنوب أستراليا، وتسمانيا، ونيوزيلندا، وغينيا الجديدة، و كاليدونيا الجديدة). وقد تم العثور على حفريات جديدة من هذه الأنواع في أنتاركتيكا .
في الماضي، كان هذا الجنش ضمن عائلة الزان، ولكن الاختبارات الجينية التي أجريت بواسطة المجموعة المختصة بدراسة نسل النباتات كاسية البذور، كشفت أن هذا النوع من الزان الجنوبي مختلف وراثياً، والآن هي ضمن عائلة النوثوفاجوسي .